# Pichi Alonso
Pichi Alonso, właśc. Àngel Alonso Herrera (ur. 17 grudnia 1954 w Benicarló) – hiszpański piłkarz grający na pozycji napastnika. 
Grał w czterech klubach – CD Castellón, Realu Saragossa, FC Barcelona i RCD Espanyol. Po zakończeniu piłkarskiej kariery w latach dziewięćdziesiątych komentował mecze piłkarskie w katalońskiej telewizji TV3. Także trener piłkarski.
Podczas kariery trenerskiej był selekcjonerem Reprezentacji Katalonii w latach 1990–2005, a w 2006 był trenerem Metalurga Donieck.

## Trofea
- 1. miejsce w tabeli (FC Barcelona): 1984–1985.
- 1 Copa del Rey (FC Barcelona): 1983.
- 1 Superpuchar Hiszpanii (FC Barcelona): 1984.
- 2 Copa de la Liga (FC Barcelona): 1982 i 1986.